# スコット (小惑星)
スコット (876 Scott) は小惑星帯に位置する小惑星である。ウィーンのウィーン天文台でヨハン・パリサによって発見された。
イギリスの探検家ロバート・スコットにちなんで命名された。